# Margaret Jay
Margaret Ann Jay, baronowa Jay of Paddington (ur. 18 listopada 1939) – brytyjska dziennikarka i polityk, członkini Partii Pracy, minister w pierwszym rządzie Tony’ego Blaira. Jest córką byłego laburzystowskiego premiera, Jamesa Callaghana, i jego żony, Audrey Moulton.
Wykształcenie odebrała w Blackheath High School oraz w Somerville College na Uniwersytecie w Oksfordzie. W latach 1965–1977 pracowała w BBC, gdzie zajmowała się sprawami bieżącymi oraz programami edukacyjnymi. Następnie została dziennikarką prestiżowego programu BBC Panorama oraz programu Thames Television This Week. Następnie przeszła do BBC 2, gdzie pracowała przy programie Social History of Medicine oraz Newsnight, Any Questions, Question Time i innych podobnych programach informacyjnych. Interesowała się sprawami ochrony zdrowia. Prowadziła kampanię przeciwko HIV i AIDS. W 1987 r. została dyrektorem założycielskich National Aids Trust. Jest również patronem Help the Aged.
W 1992 r. otrzymała dożywotni tytuł parowski baronowej Jay of Paddington. Związana z Partią Pracy występowała jako whip opozycji w Izbie Lordów. Związana ze związkiem zawodowym pracowników sklepowych występowała przeciwko liberalizacji godzin pracy w niedziele. Po zwycięstwie Partii Pracy w wyborach 1997 r. została mówcą na tematy zdrowia oraz ministrem ds. kobiet w Izbie Lordów. W 1998 r. została przewodniczącą Izby i na tym stanowisku odegrała znaczą rolę w jej reformie w 1999 r. Równocześnie była Lordem Tajnej Pieczęci. Z obu tych stanowisk zrezygnowała w 2001 r., kiedy to przeszła na emeryturę.
Obecnie jest jednym dyrektorów BT Group oraz współprzewodniczącą międzypartyjnej komisji ds. Iraku.
W 1961 r. poślubiła dziennikarza, Petera Jaya, syna laburzystowskich polityków Douglasa i Peggy z domu Garnett. W 1977 r. został on ambasadorem w USA. Margaret nawiązała tam romans z dziennikarzem Carlem Bernsteinem, sławnym z powodu afery Watergate. Małżonkowie rozwiedli się w 1986 r. Margaret związała się wówczas z profesorem ekonomii Robertem Neildem. W 1994 r. poślubiła specjalizującego się w AIDS profesora Michaela Adlera. Margaret ma troje dzieci: Tamsin, Alice i Patricka.